# Itoku

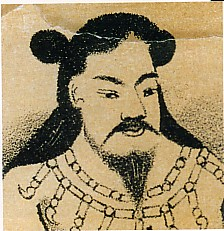
Itoku

Itoku (japanisch 懿徳天皇 Itoku-tennō; * 553 v. Chr.; † 477 v. Chr.) war nach den alten Reichschroniken Kojiki und Nihonshoki Japans 4. Tennō (510 v. Chr.–477 v. Chr.). Seine historische Existenz ist zweifelhaft. Er ist einer der „acht undokumentierten Kaiser“ (欠史八代 kesshi hachidai), von denen nur eine skizzenhafte Darstellung bekannt ist.
Sein Eigenname war Ō-yamato-hiko-suki-tomo no mikoto (Nihonshoki (N): 大日本彦耜友尊, Kojiki (K): 大倭日子鉏友命). Nach dem Nihonshoki war seine Mutter Nuna-soko-naka-tsu-hime no mikoto (渟名底仲媛命), nach dem Kojiki Akuto-hime (阿久斗比売). Zum Beginn des 11. Regierungsjahrs (538 v. Chr.) seines Vaters Annei wurde er im Alter von 16 Jahren zum Kronprinz ernannt und übernahm nach dessen Tod am 4. Tag des 2. Mondmonats des Folgejahrs (510 v. Chr.) den Thron.
Itoku regierte nach dem Nihonshoki im Palast Magario (謂曲峡宮 Karu no Magario no miya) bzw. nach dem Kojiki im Palast Sakaioka (軽之境岡宮 Karu no Sakaioka no miya) in Karu (vermutlich im heutigen Kashihara). Nach dem Nihonshoki war seine Gemahlin Ama-toyo-tsu-hime no mikoto (天豊津媛命), nach dem Kojiki Futo-ma-waka-hime no mikoto (賦登麻和訶比売命). Diese gebar ihm den Thronfolger Mi-matsu-hiko-kae-shine no mikoto (N: 観松彦香殖稲尊, K: 御真津日子訶恵志泥命), sowie Takeshi-hiko-kushi-tomo-se no mikoto (武石彦奇友背命) bzw. nach dem Kojiki Tagishi-hiko no mikoto (多芸志比古命).

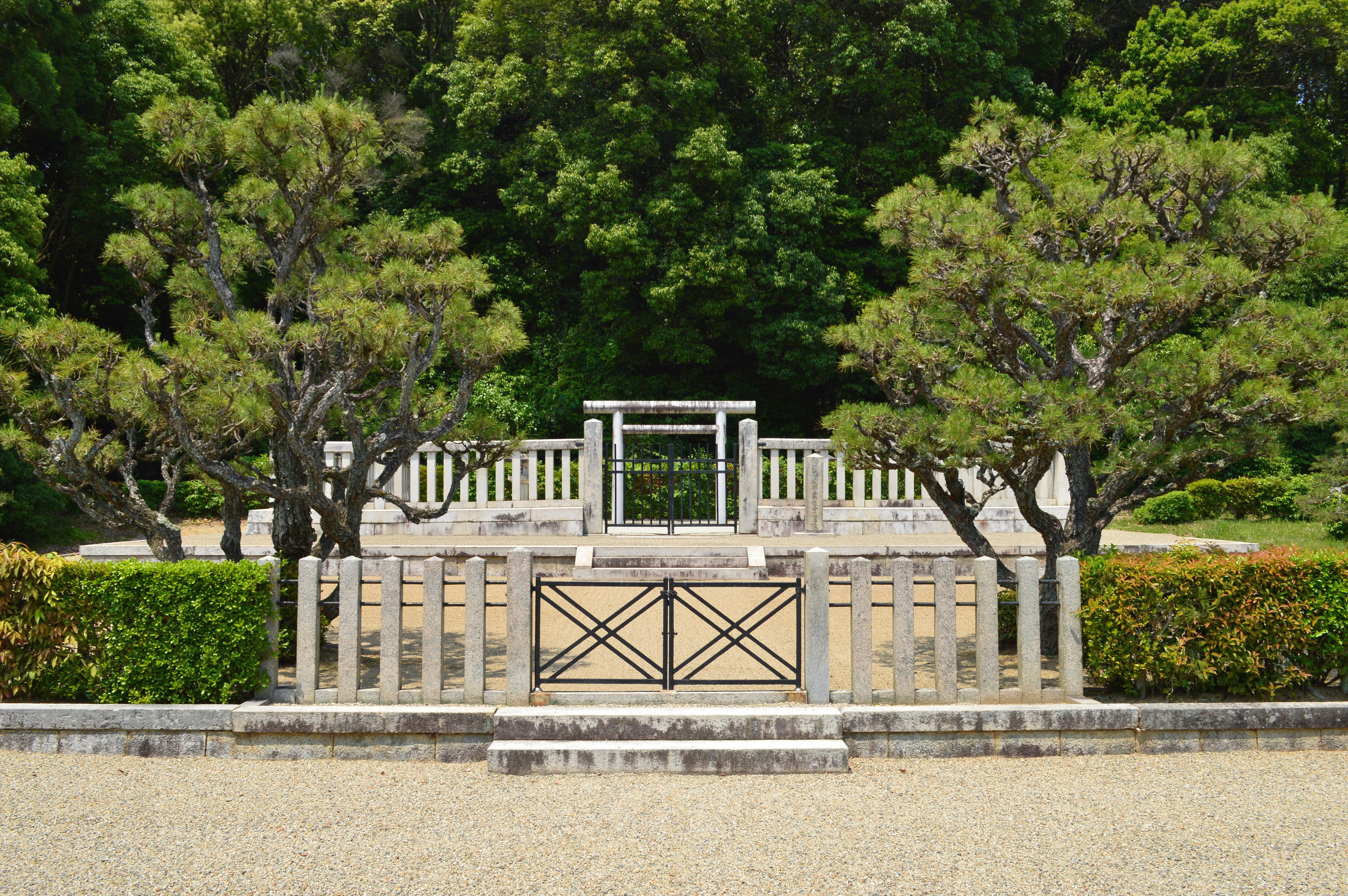
Eingang zu Itokus Kaisergrab

Er starb nach dem Nihonshoki mit 77 Jahren am 8. Tag des 9. Mondmonats in seinem 34. Regierungsjahr (477 v. Chr.), nach dem Kojiki im Alter von 45 Jahren. Sein Mausoleum (misasagi) ist das Hügelgrab Unebi-yama-no-minami-no-manago-no-tani-no-e-no-misasagi (畝傍山南纖沙溪上陵, ‚Kaisergrab über dem Gebirgsbach des feinen Sandes südlich des Bergs Unebi‘; 34° 29′ 20″ N, 135° 46′ 55″ O) in Kashihara, 300 m südöstlich des seines Vaters.
Den Namen Itoku, dessen beide Schriftzeichen ‚tugendhaft‘ bedeuten, erhielt er nachträglich als die japanischen Kaiser begannen sich chinesische, oft buddhistisch inspirierte, Namen zu geben.